# Automotrice DB 627
L'automotrice 627 era un'automotrice diesel costruita per le ferrovie federali tedesche (Deutsche Bundesbahn), progettata per l'uso su linee secondarie a scarso traffico. Venne progettata parallelamente all'automotrice 628, che ne costituiva la versione a due casse.
Le prime 8 unità, numerate da 627 001 a 008, vennero consegnate nel 1974; nel 1981 seguirono ulteriori 5 unità, classificate nella sottoserie 627.1 a causa di differenze costruttive, e numerate da 627 101 a 105.
Le automotrici vennero utilizzate sulle linee intorno a Kempten e Tubinga, ma non si arrivò mai a una costruzione in grande serie, in quanto le DB ritennero di privilegiare la versione a due casse serie 628.
Le 627 vennero radiate dal parco della Deutsche Bahn fra il 2001 e il 2006; 7 unità vennero acquistate dalla società polacca Koleje Mazowieckie, che le utilizza sulle linee intorno a Varsavia.